# Vaječník
Vaječník (latinsky: ovarium, oophoron) je samičí pohlavní žláza obratlovců. Vaječník, jak napovídá jeho název, uvolňuje vajíčko, tedy samičí pohlavní buňku, je to ale také důležitá endokrinní žláza.
Analogickým orgánem u samců jsou varlata.

## Vaječníky ženy
Vaječník je párový orgán, jehož velikost je u ženy přirovnávaná k mandli či švestce. Udává se délka 3–5 cm, šířka 1,5–3 cm a tloušťka přibližně 1 cm. Hmotnost jednoho vaječníku se pohybuje od 7 do 14 gramů (jiný zdroj uvádí zhruba 6 gramů). Velikost však závisí na věku ženy. Jsou uloženy na bočních stranách pánevní dutiny, tak nízko, že při onemocnění pravého vaječníku snadno dochází k záměně s podrážděním slepého střeva.
Povrch vaječníku je v dětství hladký, s přibývajícím věkem se zjizvuje v důsledku proběhlých ovulací (viz dále). Vaječník visí na části širokého děložního vazu (ligamentum latum uteri) a je tak fixován na svém místě, z vazu na něj přechází pobřišnice, ale vaječník nekryje, jeho povrch je volný.
V blízkosti vaječníku se nachází nálevkovité rozšíření vejcovodu, opatřené třásněmi.

### Stavba vaječníku
Na povrchu je vaječník pokrytý jednovrstevným, nízkým epitelem, který se nazývá zárodečný epitel. Ve skutečnosti je to ale obyčejný epitel krycí, a zárodečný se mu říká jenom proto, že při diferenciaci vaječníku, jeho vývoji v době před narozením, skutečně nějakou dobu zárodečný byl. Tuto funkci ale po narození ztratí a na rozdíl od zárodečného epitelu v semenotvorných kanálcích varlat se nijak nepodílí na tvorbě nových pohlavních buněk.
Pod zárodečným epitelem je vrstva vaziva, která se nazývá tunica albuginea.
Samotný vaječník se skládá ze dvou stavebně odlišných částí — z kůry a dřeně.
Dřeň vaječníku (substantia medullaris) je tvořena řídkým vazivem, kterým probíhají velké cévy a nervy. Není obalena kůrou ze všech stran, na jednom místě přechází ve vaječníkovou branku, což je místo vstupu těch cév.
Kůra vaječníku (substantia corticalis) je tvořena masou buněčného vaziva a obsahuje také folikuly, bezesporu nejdůležitější součást vaječníku.

### Folikuly
Ovariální folikuly (vaječné váčky) jsou útvary nejrůznější velikosti, které jsou vsazeny do korové vrstvy vaječníku.
Každý folikul je tvořen oocytem a folikulárními buňkami, které obalují oocyt v jedné nebo více vrstvách. K tomuto obalu se dále přikládá vazivová složka z kůry vaječníku, která se nazývá theca follikuli.
Vaječníky novorozeného děvčete obsahují zhruba 400 000 folikulů, dozrává jich však pouze 400 – 450, zbytek zanikne ještě před dosažením zralosti v procesu zvaném atresie folikulu – takto zaniklý folikul se poté nazývá atretický folikul.
K rychlé degeneraci a vymizení folikulů dochází v období menopauzy.
Vaječníky žen po přechodu obsahují pouze vazivové zbytky po žlutých tělíscích, zvaných bílá tělíska (corpora albicantia).
Folikuly se podle velikosti a stavby rozdělují na folikulky primordiální, rostoucí (primární a sekundární) a zralé neboli Graafovy.

#### Primordiální folikuly
Primordiální folikuly se zakládají ve vaječnících ve druhém trimestru prenatálního vývoje. Nejhojněji jsou zastoupeny ve vaječnících novorozených děvčátek, u žen starších 35 let bývají vzácné.
Jsou uloženy v korové vrstvě, těsně pod tunica albuginea, jednotlivě nebo ve shlucích.
Jedná se o drobné kulovité útvary o velikosti 40-45 μm, složené z oocytu prvního řádu a 7-10 folikulárních buněk.
Oocyt obsahuje jedno velké světlé jádro a tzv. Balbianiho žloutkové jádro, které je tvořeno akumulovanými organelami, především Golgiho aparátem, mitochondriemi a granulárním endoplazmatickým retikulem.

#### Primární folikuly
Rozdělujeme na dva typy:
- Primární unilaminární folikuly – Oocyt zvětšil oproti primordiálním folikulům svou velikost na dvojnásobek, ploché folikulární buňky se zvýšily v buňky kubické až cylindrické.
- Primární multilaminární folikuly – Probíhá u nich mitotická proliferace folikulárních buněk, které vytvářejí několikavrstevnou membranu granulosu (zrnitou membránu). Začíná se také vytvářet zona pellucida, která je společným produktem oocytu a folikulárních buněk, a theca folliculi, která vzniká z okolního korového vaziva.

#### Sekundární folikuly
Mezi buňkami zrnité membrány se začínají objevovat malé tekutinou naplněné dutinky, které posléze splývají ve větší dutinu nazývanou antrum folliculi. Tato dutina obsahuje čirou viskózní tekutinu zvanou liquor folliculi, která obsahuje bílkoviny, hyaluronovou kyselinu a steroidní hormony. Tím, jak se antrum rychle zvětšuje, utlačuje okolní folikulární buňky a membrana granulosa se smršťuje. Oocyt dosahuje velikosti 100-130 μm a zaujímá místo ve vyvýšeném valu zrnité membrány, zvaném cumulus oophorus. Theca folliculi se zároveň rozdělí na vnitřní thecu a vnější thecu.

#### Zralé (Graafovy) folikuly
Zralé folikuly dosahují velikosti 1–20 mm. Většinu této velikosti tvoří zvětšené antrum, které dosáhlo takové velikosti, že je nyní folikul viditelný na vaječníku jako puchýřek na jeho povrchu. S jeho růstem se stále zmenšuje vrstva mezi dutinou folikulu a povrchem vaječníku, až nakonec dojde k prasknutí folikulu a vylití likvoru, který s sebou unáší i cumulus oophorus s oocytem. Toto uvolnění oocytu se nazývá ovulace. Oocyt je zachycen fimbriemi vejcovodu a pokračuje cestou směrem do dělohy.

### Oogeneze
Oogeneze, tedy vývoj vajíček, u samic neprobíhá stejně jako vývoj spermií. Spermie se tvoří po celý život samce od okamžiku dosažení pohlavní dospělosti. Základní buňky, ze kterých může vzniknout vajíčko, oogonie, se dělí už během nitroděložního vývoje, pak svůj vývoj ale zastaví, stanou se z nich oocyty I. řádu, a ty se obalí vrstvou buněk z vaziva kůry. Tento útvar, tedy nedozrálé vajíčko a vrstva buněk, které ho vyživují a chrání, se nazývá folikul. Vzniká jich velké množství, žena má v každém vaječníku založeno až 200 000 folikulů.
Jen některé z nich se ale začnou vyvíjet a dále růst. Vývoj folikulu je řízen FSH, estrogenem a progesteronem, a záleží tedy na pohlavním cyklu, u ženy tedy v ideálním případě každých 28 dní začne dozrávat jeden nový. Podle hormonální rovnováhy ženy a vrozených dispozic, zátěží atd atd. nejsou brány jako závažné výchylky 3–4 dnů oběma směry, pokud jde o cyklus pravidelný.
Jakmile folikul dostane impuls k růstu, oocyt se začne zvětšovat a folikulární buňky okolo se množí, až vznikne velký, okem snadno viditelný útvar, který tvoří bouli na povrchu vaječníku a vypadá jako puchýřek. Takovému folikulu se říká Graafův folikul. Je tvořený velkým oocytem, který dokončil 1. redukční dělení a dozrál na oocyt II.řádu. Folikulární buňky produkují hormon estrogen. Vnitřek folikulu je naplněný tekutinou, která zvyšujícím se tlakem způsobí prasknutí folikulu a dojde k ovulaci.
Oocyt, společně s jednou vrstvou buněk, která tvoří jeho ochranný obal, je doslova vystřelen do břišní dutiny, kde ho zachytí třásně vejcovodu. Vajíčko je tedy připraveno, a ve vejcovodu může čekat na spermie.

### Žluté tělísko (corpus luteum)
Zbytek prasklého folikulu se po vylití folikulárního likvoru přemění na žluté tělísko, které produkuje hormon progesteron. Progesteron brání vývoji dalšího folikulu a udržuje děložní sliznici ve stavu, kdy je schopná přijmout oplozené vajíčko. Na výstavbě žlutého tělíska se podílí membrána granulosa, theca folliculi interna a sinusoidní kapiláry.
Podle toho, zda došlo k oplození vajíčka, odlišujeme corpus luteum graviditatis (pokud došlo k oplození) a corpus luteum menstruationis (pokud nedošlo k oplození).
Nedojde-li k oplození, žluté tělísko se rozloží a zmizí beze stopy.
Pokud skutečně dojde k těhotenství, žluté tělísko se zvětší a přetrvává až do druhé třetiny těhotenství. Jizva po takovém žlutém tělísku zůstane na vaječníku patrná už napořád.

## Vaječník domácích savců
U všech domácích savců je základní stavba a funkce vaječníků stejná jako u člověka, vaječníky se liší jen velikostí a tvarem. Výjimkou je klisna, kde se folikuly nevyvíjí v korové vrstvě, ale v dřeňové. Je jasné, že u zvířat, které rodí víc potomků najednou, naráz dozrává větší množství folikulů a uvolňuje se více vajíček.
U klisny dochází u ovulaci vždy na jednom jediném místě na vaječníku, které se nazývá ovulační jamka. Zbylý povrch je krytý pobřišnicí.
U krávy může být zralý Graafův folikul na povrchu vaječníku až 22 mm velký, u klisny až 70 mm, jsou tedy hmatné rektálním vyšetřením.

## Vaječník ptáků
U ptáků se plně vyvíjí jen levostranný vaječník. V době rozmnožování se zvětšuje. Má podobnou strukturu jako u savců, ve folikulech se ale netvoří tekutina a k prasknutí dochází kvůli zvětšování samotné vaječné buňky, která se plní žloutkovými inkluzemi.